# Marigot (Santa Lucía)
Marigot es una localidad de Santa Lucía, que forma parte del distrito de Castries.